# Герой нашего времени (фильм, 1955)
Герой нашего времени (итал. Un eroe dei nostri tempi) — итальянский драматический фильм 1955 года режиссера Марио Моничелли. Фильм был выбран в список 100 итальянских фильмов, которые нужно сохранить, от послевоенных до восьмидесятых годов.

## Сюжет
Альберто Меникетти живет с тетей и старой служанкой в Риме. Он работает в компании "Ведов де Ритис" у привлекательной вдовы, которая тайно влюблена в него. Но Альберто привлекает Марчелла, молодая женщина из села. Не зная, что решить, он присоединяется к итальянской армии.